# VC Vamos Zandvoorde
VC Vamos Zandvoorde is een Belgische voetbalclub uit Zandvoorde. De club is aangesloten bij de KBVB met stamnummer 4048 en heeft (licht) blauw-wit als kleuren.

## Geschiedenis
VC Vamos Zandvoorde werd in 1941 opgericht onder de naam Union Zanvoorde. De club was de fabrieksploeg van UCB (Union Chimique Belge) in Zandvoorde en speelde aanvankelijk in corporatief verband. In 1943 stapte men over naar de Belgische Voetbalbond, waar men stamnummer 4048 kreeg toegekend. Union Zandvoorde ging er in de provinciale reeksen spelen. Zandvoorde werd in 1947/48 kampioen in vierde provinciale, men wisselde de komende jaren tussen derde en vierde provinciale, men wist opnieuw kampioen te worden in vierde provinciale in 1953/54. In 1962/63 kwam Zandvoorde zelfs uit in tweede provinciale. De volgende jaren werd Union Zandvoorde een typische "lift ploeg" tussen derde en vierde provinciale. In 1977, 1983 en 1990 promoveerde ze van 4de naar 3de provinciale.
In 2016 is er een ploeg dames bijgekomen die meteen promoveerde van tweede provinciale naar eerste provinciale.
Na het seizoen 2017-2018 zakte Union naar 4e provinciale. De damesploeg hield het na dit seizoen voor bekeken, wegens gebrek aan speelsters.

Ook de mannen A-ploeg verdween na seizoen 2022/23. De ploeg is wel nog actief in verschillende jeugdreeksen.
In Seizoen 2025/26 herstartte de club met een nieuw A-elftal in Vierde Provinciale.

## Resultaten
| Seizoen                               | Klasse | Klasse | Klasse | Klasse | Klasse | Klasse | Klasse | Klasse | Klasse | Reeks                                                    | Punten                                                   | Opmerkingen                                              |
|                                       | I      | I      | II     | III    | IV     | P.I    | P.II   | P.III  | P.IV   |                                                          |                                                          |                                                          |
| ------------------------------------- | ------ | ------ | ------ | ------ | ------ | ------ | ------ | ------ | ------ | -------------------------------------------------------- | -------------------------------------------------------- | -------------------------------------------------------- |
| 2004/05                               |        |        |        |        |        |        |        |        | 8      | Vierde prov. W.-Vl. B                                    | 56                                                       |                                                          |
| 2005/06                               |        |        |        |        |        |        |        |        | 1      | Vierde prov. W.-Vl. B                                    | 56                                                       |                                                          |
| 2006/07                               |        |        |        |        |        |        |        | 15     |        | Derde prov. W.-Vl. B                                     | 21                                                       |                                                          |
| 2007/08                               |        |        |        |        |        |        |        | 3      |        | Derde prov. W.-Vl. B                                     | 58                                                       |                                                          |
| 2008/09                               |        |        |        |        |        |        |        | 7      |        | Derde prov. W.-Vl. B                                     | 45                                                       |                                                          |
| 2009/10                               |        |        |        |        |        |        |        | 3      |        | Derde prov. W.-Vl. B                                     | 57                                                       |                                                          |
| 2010/11                               |        |        |        |        |        |        |        | 1      |        | Derde prov. W.-Vl. B                                     | 68                                                       |                                                          |
| 2011/12                               |        |        |        |        |        |        | 13     |        |        | Tweede prov. W.-Vl. A                                    | 31                                                       |                                                          |
| 2012/13                               |        |        |        |        |        |        |        | 12     |        | Derde prov. W.-Vl. B                                     | 32                                                       |                                                          |
| 2013/14                               |        |        |        |        |        |        |        | 11     |        | Derde prov. W.-Vl. A                                     | 30                                                       |                                                          |
| 2014/15                               |        |        |        |        |        |        |        | 14     |        | Derde prov. W.-Vl. B                                     | 27                                                       |                                                          |
| 2015/16                               |        |        |        |        |        |        |        | 10     |        | Derde prov. W.-Vl. B                                     | 39                                                       |                                                          |
|                                       | 1A     | 1B     | 1Am    | 2Am    | 3Am    | P.I    | P.II   | P.III  | P.IV   | Vanaf 2016-17 zijn er 3 nationale en 2 regionale niveaus | Vanaf 2016-17 zijn er 3 nationale en 2 regionale niveaus | Vanaf 2016-17 zijn er 3 nationale en 2 regionale niveaus |
| 2016/17                               |        |        |        |        |        |        |        | 14     |        | Derde prov. W.-Vl. B                                     | 30                                                       |                                                          |
| 2017/18                               |        |        |        |        |        |        |        | 15     |        | Derde prov. W.-Vl. B                                     | 23                                                       |                                                          |
| Naam gewijzigd in VC Vamos Zandvoorde |        |        |        |        |        |        |        |        |        |                                                          |                                                          |                                                          |
| 2018/19                               |        |        |        |        |        |        |        |        | 7      | Vierde prov. W.-Vl. B                                    | 39                                                       |                                                          |
| 2019/20                               |        |        |        |        |        |        |        |        | 2      | Vierde prov. W.-Vl. B                                    | 57                                                       | seizoen vroegtijdig gestopt                              |
| 2020/21                               |        |        |        |        |        |        |        | -      |        | Derde prov. W.-Vl. B                                     | -                                                        | Seizoen geschrapt wegens Covid-19                        |
| 2021/22                               |        |        |        |        |        |        |        | 11     |        | Derde prov. W.-Vl. B                                     | 31                                                       |                                                          |
| 2022/23                               |        |        |        |        |        |        |        | 16     |        | Derde prov. W.-Vl. B                                     | 4                                                        | Degradatie                                               |
| 2023/24                               |        |        |        |        |        |        |        |        |        |                                                          |                                                          | Geen eerste ploeg tijdens seizoen 2023-2024              |
| 2024/25                               |        |        |        |        |        |        |        |        |        |                                                          |                                                          | Geen eerste ploeg tijdens seizoen 2024-2025              |
| 2025/26                               |        |        |        |        |        |        |        |        |        | Vierde prov. W.-Vl. C                                    |                                                          | Herstart                                                 |